# Distrito de Kimbiri
El distrito de Kimbiri (originalmente y hasta 1998 distrito de Quimbiri) es uno de los quince que conforman la provincia de La Convención, ubicada en el departamento del Cusco, en el Sur del Perú. Limita por el Norte con el distrito de Pichari; por el Noreste y por el Este con el distrito de Echarate; por el Sur con el distrito de Vilcabamba; y, por el Oeste con los distritos de Sivia, Ayna y Santa Rosa.
Desde el punto de vista jerárquico de la Iglesia católica forma parte de la Vicariato Apostólico de Puerto Maldonado.

## Historia
En la época Incaica, fue una de las zonas de abastecimiento de la hoja de coca y plantas medicinales por parte de los incas, por su ubicación estratégica sirvió como enlace entre Vilcashuamán y el Cusco, teniendo en su territorio restos arqueológicos como las ruinas de Mancopata en el centro poblado de Lobo Tahuantinsuyo, con una extensión de 40 hectáreas cubiertas ahora por la exuberante vegetación tropical.
En la época colonial, su importancia fue mínima.
En la época republicana, a partir del año 1920 hacia delante se comienza a dar la colonización de esta parte de la selva, para la explotación, de achiote, cube, y madera, lo que originó su pronta colonización.
El 2 de abril de 1980 se eleva a Municipalidad de Poblado Menor, siendo su alcalde Aurelio Mozombitt Araujo. El 4 de mayo de 1990, en el primer gobierno del Presidente Alan García, se promulga la Ley N.º 25209, mediante la cual se crea el Distrito de Kimbiri; teniendo como su primer alcalde distrital a Hernán Tafur Navarro.
Originalmente mediante Ley 25209 del 4 de mayo de 1990 el distrito se crea con el nombre de Quimbiri y se designa su capital el pueblo de Quimbiri. Posteriormente mediante la Ley 26949 del 14 de mayo de 1998 se modifica el nombre a distrito de Kimbiri.
En años más recientes, a partir de la década de los 80 con el advenimiento de la violencia terrorista que azotó el país, fue duramente afectada, por los diferentes bandos del conflicto, con innumerables violaciones de derechos humanos, el asesinato de sus autoridades, (1 de enero de 1990, Victor Rául Mora; asesinado por grupos de paramilitares financiados por el narcotráfico liderados por el Comandante "Huayhuaco", conocidos como "Defensa civil Contrasuversiva" DECAS. 7 de noviembre de 1990, Aurelio Mozombitt Araujo; asesinado por los DECAS (por denunciar diversas violaciones a los derechos humanos), lo que originó su aislamiento de los demás distritos del VRAE, radicalizando su lucha por su supervivencia (en contra de todos los bandos del conflicto), a partir de la pacificación de esta parte del país y como es común en el Perú su desarrollo estuvo olvidado por el estado, con una presencia casi imperceptible.
También se dio el boom del narcotráfico, con la presencia del firmas internacionales, colombianas brasileras, entre otras, durante toda la década de 1990, el intercambio con esta cultura de violencia deterioró muchísimo, la formación social de su población.
A partir del año 2006 la principal fuente de financiamiento, se da con los recursos del canon y sobrecanon (gas natural de camisea) lo que originó un boom de inversiones del estado en su territorio, hoy es un distrito dinámico, multicultural y plurilingüe.

## Geografía
El distrito de Kimbiri, se encuentra comprendido entre los paralelos 11°64’, 13°22’ de Latitud Sur y 73°11’, 75°35’ de Longitud Oeste, está ubicado a 739 m s. n. m. en la ceja de selva (selva alta) de la provincia cusqueña de La Convención, a orillas del río Apurímac, que es una vertiente del Amazonas, forma en esta región un angosto valle, tiene una topografía montañosa, con diversos ríos que son afluentes del Apurímac, como el río Ubiato, río Kimbiri, río Progreso, río Chirumpiari, etc. lo que le da una superficie irregular, con diversos pisos altitudinales, lo que le permite contar con hermosas cataratas como La Golondrina, El Velo de la Novia, en la comunidad nativa de Kapirushiato, y variabiliza su producción con cultivos como el café, cacao, coca, plátano, piña, entre otros.
El distrito de Kimbiri tiene una superficie territorial de 906 km² y una población de 16 hab/KM^2, de los cuales el 27% es Urbana y el 73% es rural, cuenta con dos pueblos indígenas: Ashaninkas y Machiguengas.

## Límites
Limita al norte con el distrito de Pichari, provincia de La Convención, desde la desembocadura de la aguada denominada Pacchalaja en el río Apurímac, siguiendo aguas arriba hacia la colina al noreste. Limita al oeste y suroeste con el departamento de Ayacucho teniendo una demarcación natural, el río Apurímac, a partir del último lugar mencionado en la parte Sur. El límite describe una dirección noroeste, siguiendo todo el cauce del río Apurímac hasta llegar al límite distrital con Pichari.

## Rutas de acceso

### Terrestre
Lima - Ayacucho - Kimbiri, carretera asfaltada (Lima - Ayacucho, 8 horas) con una escala en la ciudad de Ayacucho, carretera afirmada(Ayaucho - Kimbiri, 6 horas en camioneta rural y 5 horas en todo terreno).
Lima - Cusco - Quillabamba - Kimbiri, carretera asfaltada (Lima - Cusco, 23 horas) con una escala en la ciudad de Quillabamba, carretera asfaltada, (Cusco - Quillabamba, 6 horas), carretera afirmada (Quillabamba - Kimbiri, 9 horas)

### Terrestre - Fluvial
Lima - Huancayo - Satipo - Puerto Cocos - Kimbiri, carretera asfaltada (Lima - Huancayo, 4 horas), carretera asfaltada (Huancayo - Satipo, 8 horas aprox.), a través del río Ene y Apurímac (Satipo - Puerto Cocos, 12 horas aprox.), carretera afirmada (Puerto Cocos - Kimbiri, 2 horas)

### Aéreo - Terrestre
Lima - Ayacucho - Kimbiri, vía aérea (Lima - Ayacucho, 45 minutos) con una escala en la ciudad de Ayacucho, carretera afirmada(Ayaucho - Kimbiri, 6 horas en camioneta rural y 5 horas en todo terreno).
Lima - Cusco - Quillabamba - Kimbiri, vía aérea (Lima - Cusco, 1 hora) con una escala en la ciudad de Quillabamba, carretera asfaltada, (Cusco - Quillabamba, 6 horas), carretera afirmada (Quillabamba - Kimbiri, 9 horas)

## Economía
Kimbiri junto con el distrito de Sivia y los demás municipios del VRAE abastecen con cítricos, maní, piña, yuca, coca y otros a Ayacucho, Huanta y Lima.
De Kimbiri, distrito de Sivia y el VRAE en su conjunto procede el 40% del cacao que exporta el Perú actualmente también exporta café.
Fuerte dependencia de los recursos naturales mediante actividades de caza, pesca y recolección; en muchos casos de manera indiscriminada.
Abasteció con madera, uña de gato, sangre de grado, leña y otros recursos naturales a Ayacuchos y otros mercados.
Se muestra preocupación por el uso racional de los recursos naturales y preservación del medió ambiente.

## Autoridades

### Municipales
- 2023-2026:
  - Alcalde Distrital:
- 2019-2022:
  - Alcalde Distrital: Edwin Rivas Gutiérrez.
- 2015-2018[5]
  - Alcalde Distrital: Alfredo Yucra Solis (APP).
  - Regidores: Héctor Hernán Dipas Torres (APP), Bernaldino Bohorquez Vila (APP), Julio Gálvez Mejía (APP), Maruja Vilcamiche Gómez (APP), Efraín Bendezú Medina (Autogobierno Ayllu).
- 2013-2014:
  - Alcalde Distrital: Francisco Gutiérrez Nalvarte.
- 2011-2012:
  - Alcalde Distrital: Humberto Pelayo Chávez Núñez.
- 2007-2010:
  - Alcalde Distrital: Guillermo Torres Palomino.
- 2003-2006_
  - Alcalde Distrital: Moner Gutiérrez Tineo.
- 1999-2002:
  - Alcalde Distrital: Moisés Huayllaccahua Pérez.
- 1995-1998:
  - Alcalde Distrital: Benjamín Huamán Santacruz.
- 1991-1994:
  - Alcalde Distrital: Hernán Tafur Navarro.
- 1988-1990:
  - Alcalde Centro Poblado: Juan Aquino Mayta.
- 1984-1987:
  - Alcalde Centro Poblado: Pedro Molina Yupanqui.
- 1980-1983:
  - Alcalde Centro Poblado: Aurelio Mozombitt Araujo.

### Policiales
- Comisaría
  - Comisario: Sgto. PNP.

### Religiosas
- Vicariato apostólico de Puerto Maldonado
  - Vicario apostólico: David Martínez de Aguirre Guinea, O.P. (2014 - )
- Parroquia  
  - Párroco: Pbro.

## Festividades
Entre las principales festividades del distrito se encuentran:
- 4 de mayo, celebración del aniversario de fundación política.

- 22 de junio, el Festival de las Comunidades Nativas.

- 24 de junio, el Festival del Cacao y Café